# 1770年の相撲
1770年の相撲（1770ねんのすもう）は、1770年の相撲関係のできごとについて述べる。

## 本場所など
- 3月場所（江戸相撲）[1]
  - 興行場所:芝西久保八幡境内
  - 4月3日（旧3月8日）より晴天8日間興行
- 5月場所（大坂相撲）[1]
  - 興行場所:堀江
  - 5月30日（旧5月6日）より興行
- 6月場所（京都相撲）[1]
  - 興行場所:二条川東
  - 6月30日（旧6月8日）より興行
- 11月場所（江戸相撲）[2]
  - 興行場所:市ヶ谷丸内坂
  - 12月25日（旧11月9日）より晴天8日間興行